# Circa Survive
I Circa Survive sono una rock band statunitense formata dai membri della band This Day Forward, formatasi nel 2003, e dal cantante Anthony Green. Circa significa letteralmente "a proposito di" in latino. Quindi il significato del nome della band è "A Proposito della Sopravvivenza".

## Storia
Dopo essere tornato a Philadelphia, sua città natale, per un appuntamento dentistico, Anthony Green si recò all'aeroporto per tornare in California, dove stava lavorando ad un nuovo disco con i Saosin. Comunque, durante uno scalo a Phoenix, ebbe improvvisamente un'epifania - nonostante i Saosin fossero vicini allo scioglimento, Green era convinto che il suo ritorno nella band non avrebbe funzionato. Rispondendo in un'intervista ad una domanda sul perché aveva lasciato i Saosin, Green dichiarò: "Me ne sono andato principalmente perché non volevo firmare un contratto con una major stando in quella band", non perché voleva distaccarsi dal background prettamente screamo dei Saosin. Tornò quindi da Colin Frangicetto, un amico con il quale aveva suonato durante la sua permanenza, e decise di restare per iniziare a registrare e a cercare membri per la band. Fu allora che nacquero i Circa Survive.
Colin Frangicetto e Anthony Green, con il supporto dell'etichetta Equal Vision Records, recrutarono Brendan Ekstrom. Ekstrom aveva suonato con Frangicetto nei This Day Forward, che si erano sciolti anni prima. Sia Ekstrom che Frangicetto erano andati in tour con la band Taken durante i loro giorni nei This Day Forward; contattarono quindi Nick Beard, già bassista dei Taken, che diventò membro dei Circa Survive. La band incontrò Steve Clifford tramite Vadim Taver della band Marigold (e già nei This Day Forward); "Steve provò con noi per una settimana e da quel momento in poi era fatta", dice Frangicetto.

### Juturna
Juturna, il debut album dei Circa Survive, venne pubblicato il 29 aprile 2005 negli Stati Uniti e il 31 gennaio 2006 in Giappone su Equal Vision Records. La pubblicazione venne inizialmente annunciata sul myspace della band nel mese di novembre 2004. Dettagli sulle sonorità del disco erano vaghi, anche se la band diede diverse anteprime dei pezzi sulle loro pagine Myspace, Purevolume e YouTube. Poco dopo la sua pubblicazione ufficiale, l'album venne pubblicato nella sua interezza sul Myspace della band. Juturna raggiunse la posizione #138 sulla classifica Billboard 200. L'album venne prodotto da Brian McTernan ai Sald Days Studio di Baltimora. L'ispirazione per l'album venne da "Casa di foglie", un romanzo dello scrittore Mark Z. Danielewski, "The Boondock Saints" di Troy Duffy e da "Eternal Sunshine of the Spotless Mind".

### On Letting Go
On Letting Go è il secondo album dei Circa Survive. Pubblicato il 19 maggio 2007 su Equal Vision Records, l'album ha debuttato al #24 della classifica Billboard 200, avendo venduto circa 24,000 copie nella sua prima settimana. All'11 luglio 2007, aveva venduto 51,357 copie negli Stati Uniti.
L'album venne chiamato "On Letting Go" perché i membri della band volevano esprimere la volontà di abbandonare tutte le emozioni che devono affrontare ogni giorno. Come successe per gli album precedenti, Esao Andrews ha creato l'artwork e Brian McTernan ha prodotto l'album.

## Tour
I Circa Survive hanno ormai affrontato diversi tour nazionali. La band è andata in tour nell'inverno 2005 con My Chemical Romance e Thrice. La band ha aperto per i Mae ed i Dredg nei loro rispettivi tour da headliner; ha partecipato al The Bamboozle festival nel 2005, 2006, 2007 e 2008; Nei primi mesi del 2006, la band ha affrontato un tour in Europa con i Coheed and Cambria e i Thrice, dopo aver completato un tour nel settembre 2005 con i Motion City Soundtrack. I Circa Survive hanno partecipato ad un tour con i Saves The Day, Moneen e Pistolita; nell'estate 2006, la band affrontò il suo primo tour da headliner, il "The Twlight Army Tour", con i The Receiving End of Sirens, i Days Away, i Portugal. The Man, gli YouInSeries, e i Keating. Durante l'autunno 2006, la band andò in tour con i Thursday, i Rise Against ed i Billy Talent. La band ha anche partecipato ad un tour insieme ai Cute Is What We Aim For, gli As Tall As Lions e gli Envy on the Coast, organizzato dalla rivista Alternative Press. Nell'estate 2008, la band ha partecipato a tutte le date del Vans Warped Tour insieme a varie band tra cui i Coheed and Cambria, i The Used, gli Anberlin, e i Bad Religion. I Circa Survive hanno aperto per i My Chemical Romance nei loro show a Worchester (Stati Uniti), in Australia e Nuova Zelanda. Durante il mese di novembre 2007 la band è andata in tour con le band Ours, Fear Before The March Of Flames, Dear and the Headlights, e The Dear Hunter; i Circa Survive hanno anche partecipato al Kerrang! Tour 2008 con i Madina Lake, i Coheed and Cambria e i Fightstar. Il 24 gennaio 2008 è stato annunciato che i Circa Survive avrebbero affrontato nella primavera 2008 un tour con i Thrice ed i Pelican, stando a quanto scritto sul sito dei Thrice. Il 16 aprile 2006, durante l'ultima data del tour con Thrice e Pelican, Anthony Green ha dichiarato che la band sarebbe entrata in studio durante l'estate per registrare nuove canzoni, oltre a ri-registrare versioni alternative ed estese delle loro canzoni.
I Circa Survive sono soliti aggiungere fasi di cabaret ai loro concerti. Anthony Green indosse frequentemente strani vestiti durante concerti all'aperto, principalmente al The Bamboozle Festival nel 2006, durante il Vans Warped Tour nel 2007. In alcune date dei loro Twlight Army Tour nel 2006, la band ha gettato palloni fluorescenti nel pubblico. Durante il tour della band per l'album On Letting Go, un film muto è stato proiettato su uno schermo posizionato dietro la band.

## Discografia
Album in studio
- 2005 - Juturna
- 2007 - On Letting Go
- 2010 - Blue Sky Noise
- 2012 - Violent Waves
- 2014 - Descensus
- 2017 - The Amulet
- 2022 - Two Dreams

EP
- 2005 - The Inuit Sessions EP
- 2021 - A Dream about Love
- 2022 - A Dream about Death

Singoli
- 2005 - Act Appalled
- 2005 - In Fear and Faith
- 2007 - The Difference Between Medicine and Poison is in the Dose
- 2010 - Get Out
- 2010 - Imaginary Enemy
- 2010 - I Felt Free
- 2012 - Suitcase
- 2012 - Sharp Practice
- 2014 - Schema
- 2014 - Child of the Desert
- 2017 - Lustration
- 2017 - Rites of Investiture
- 2017 - The Amulet
- 2017 - Premonition of the Hex
- 2021 - Imposter Syndrome
- 2022 - Electric Moose

Apparizioni in compilation
- Equal Vision Records Summer Sampler - 2004 (2004) – “Handshakes At Sunrise”
- Equal Vision Records Winter Sampler - 2004 (2004) – “Handshakes At Sunrise” (Alt. Version)
- Equal Vision Records Presents New Sounds Vol. 2 - 2005 (2005) – “Act Appalled”, “The Great Golden Baby”
- Equal Vision Records Summer Sampler (Digital Sampler) - 2005 (2005) – “The Great Golden Baby”
- Equal Vision Records Spring Sampler (Digital Sampler) - 2006 (2006) – “Act Appalled”
- Equal Vision Records Summer Sampler (Digital Sampler) - 2007 (2007) – "The Difference Between Medicine and Poison is in the Dose"
- Punk Goes Acoustic 3 (2019) – "Act Appalled"

Videoclip
- Act Appalled
- Act Appalled
- In Fear And Faith
- The Difference Between Medicine and Poison Is in the Dose